# Fábio Manuel Matos Santos
Fábio Manuel Matos Santos (sinh ngày 22 tháng 5 năm 1988 ở Viseu) là một cầu thủ bóng đá người Bồ Đào Nha thi đấu cho Académico de Viseu FC ở vị trí trung vệ.